# ماركو جوكينين
ماركو جوكينين (بالفنلندية: Markku Jokinen)‏، واسمه الحقيقي هو الدكتور ماركو جوهاني جوكينين (بالفنلندية: Markku Juhani Jokinen)‏، وهو ناشط عالمي أصم ورئيس سابق للاتحاد العالمي للصم ، ولد في عام 1959 في جامسينكوسكي، فنلندا . حاليا، هو الرئيس السادس للاتحاد الأوروبي للصم منذ عام 2013.

## سيرته
ولد ماركو في عام 1959 في جامسينكوسكي، فنلندا. عائلته كلها صم إلا أخاه. أصبح مدرسًا معتمدًا للصم في عام 1992. في عام 2012 ، حصل على الدكتوراه الفخرية في القانون من جامعة جالوديت.

## ملامح حياته السياسية
- نائب رئيس الاتحاد الأوروبي للصم  : 1998-2003
- رئيس الاتحاد العالمي للصم  : 2003-2011
- رئيس الجمعية الفنلندية للصم:[2] 2007 -
- رئيس الاتحاد الأوروبي للصم  : 2013 -

## ميداليات

### الديفلومبياد
- ديفلومبياد ستاء 1987 
  - وصلة=| ميدالية ذهبية الميدالية الذهبية في التزلج عبر البلاد.[3]

## الجوائز
- عضو فخري في اللجنة الدولية لرياضة الصم منذ 2013.[4]
- دكتوراه فخرية في القانون من جامعة جالوديت في عام 2012.[5]

### روابط خارجية
- (بالفنلندية)
- (بالإنجليزية) الموقع الرسمي للاتحاد العالمي للصم
- (بالإنجليزية) عرض عن رئيس الاتحاد الأوروبي